# スルホンアミド

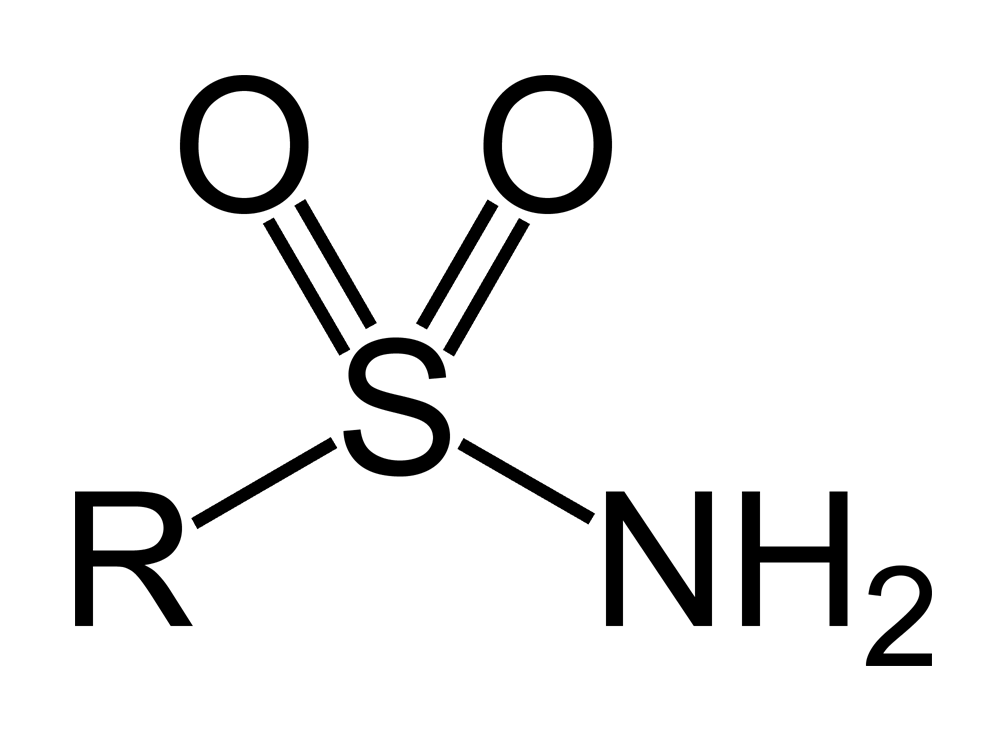
スルホンアミドの構造式。R^{2} = R^{3} = H の場合を示す

スルホンアミド (sulfonamide) は有機化学において、R1−SO2−NR2R3 の構造を持つ化合物群のこと。スルホン酸のヒドロキシ基をアミンに置き換えたものに相当する。カルボン酸のアミドに比べ、酸や塩基による加水分解、ヒドリド還元などに対して一般に安定である。

## 合成
多くの場合下式のように、塩化スルホニルとアミンを塩基の存在下に反応させて合成する。塩化パラトルエンスルホニルは比較的安価で入手しやすい塩化スルホニルの一例である。
R-SO2-Cl + H2NR' → R-SO2-NHR'
硫黄上にアミノ基が2個結びついた H2N-SO2-NH2 という構造はスルホンジアミドと呼ばれ、対称なスルホンジアミド誘導体はアミンと二酸化硫黄から直接合成することもできる。
上式の例ではアニリン誘導体（アニリン、p-フェニレンジアミンなど）とトリエチルアミン、ヨウ素からポリスルホンジアミドを得る。二酸化硫黄は Et3N-I+-I-、 Et3N-I+-I3-、 Et3N+-SO2- のような形へ活性化されていると考えられている。

## 用途
化学的に安定で生体内でも代謝を受けにくく、水溶性もよいことから医薬の部分構造として多用される。古典的な抗菌剤であるスルファニルアミド（サルファ剤）はその代表的なものである。有機合成の分野においてはアミノ基の保護基として用いられる。